# عبد الحكيم أقليدو
عبد الحكيم أقليدو (2 يوليو 1997) هو لاعب كرة قدم مغربي من اصول ريفية ، يلعب في مركز  قلب الدفاع لنادي الميناء العراقي ، انشئ مسيرته الرياضية مع فريقه لام شباب الريف الحسيمة ، ثم انتقل الى فريق اتحاد طنجة.

## حياة مهنية

### النادي
في 29 أكتوبر 2020، وقع مع نادي اتحاد طنجة عقدًا لمدة ثلاث سنوات. وفي 15 سبتمبر 2022، أعلن نادي الميناء عن توقيع ثلاثة لاعبين محترفين، وكان أقليدو من بينهم.

## روابط خارجية
- عبد الحكيم أقليدو على موقع قاعدة بيانات كرة القدم.إي يو (الإنجليزية)
- عبد الحكيم أقليدو على موقع Soccerway.com (الإنجليزية)
- عبد الحكيم أقليدو على موقع GSA (الإنجليزية)